# Bonvicino
Bonvicino (Bonvzin in piemontese) è un comune italiano di 100 abitanti della provincia di Cuneo in Piemonte.

## Società

### Evoluzione demografica
Abitanti censiti

## Amministrazione
| Periodo        | Periodo        | Primo cittadino    | Partito      | Carica  | Note  |
| -------------- | -------------- | ------------------ | ------------ | ------- | ----- |
| 14 giugno 1999 | 14 giugno 2004 | Alessandro Barbero | Lista civica | Sindaco | [ 5 ] |
| 14 giugno 2004 | 8 giugno 2009  | Alessandro Barbero | Lista civica | Sindaco | [ 6 ] |
| 8 giugno 2009  | 26 maggio 2014 | Giuseppe Mondone   | Lista civica | Sindaco | [ 7 ] |
| 26 maggio 2014 | 27 maggio 2019 | Giuseppe Mondone   | Lista civica | Sindaco | [ 8 ] |
| 27 maggio 2019 | in carica      | Giuseppe Mondone   | Lista civica | Sindaco |       |

### Altre informazioni amministrative
Il comune faceva parte della comunità montana Alta Langa e Langa delle Valli Bormida e Uzzone.